# بيت وتر (سنحان )

تعديل مصدري - تعديل

بيت وِتْر هي إحدى قرى عزلة الخُمُس العدني بمديرية سنحان وبني بهلول التابعة لمحافظة صنعاء، بلغ تعداد سكانها 900 نسمة حسب تعداد اليمن لعام 2004.